# 毛西番蓮
毛西番蓮又稱為野百香果、龙珠果、小時計果，為二年生蔓性草本植物，常见于广西、广东、云南和台湾。常逸生于海拔120-500米草坡、灌丛中，为泛热带杂草。全株密生長毛，因而得其有「毛」之名，常藉卷鬚攀附其他作物上，為危害農地作物的雜草。其具有食虫习性，苞片被证实可以捕猎小型昆虫并将其消化吸收用于果实发育，但鉴于其食虫目的更倾向于保护果实，故也有学者将其归为捕虫植物。

## 形态
毛西番蓮属草质藤本植物，有臭味；茎呈被平展柔毛。叶呈膜质，宽卵形至长圆状卵形，顶端有2个苞片，苞片呈尖或渐尖，基部呈心形，呈3个浅裂状，叶缘呈不规则波浪状，具腺头状缘毛，叶面呈被丝状伏毛有少数腺毛，叶背上部有许多小腺点；叶柄无腺体。聚伞花序退化仅存有1朵花，与卷须对生；花呈白色或淡紫色，有白色斑点；苞片一至三回羽状分裂，小裂片丝状，顶端具腺毛；萼片背部顶端具有1个角状附属器；副花冠裂片有3-5轮；内花冠呈膜质，不是褶状；呈花盘杯状。果呈卵圆形，径2-3厘米，无毛。花期7-8月，果期翌年4-5月
。

## 亞種
在台灣，毛西番蓮另有一變種台南毛西番蓮（Passiflora foetida L. var. tainaniana Liu & Ou）。除了其花色全白，未熟果覆有細毛之外，其餘特徵與毛西番蓮一致。

## 图片展示

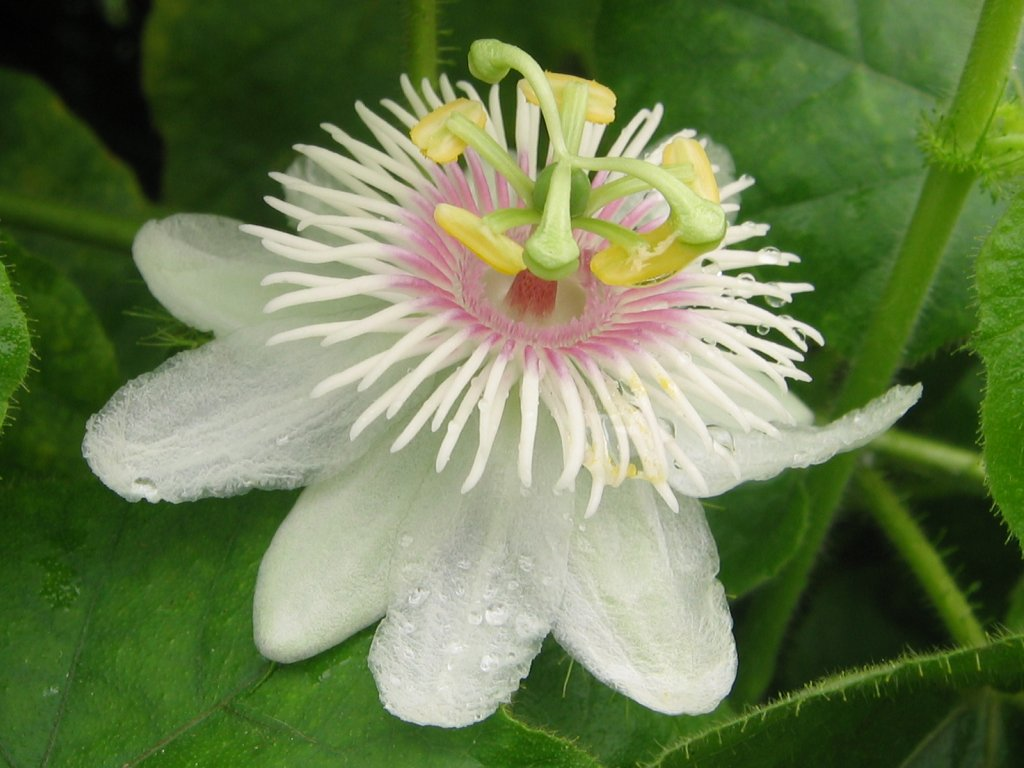
花
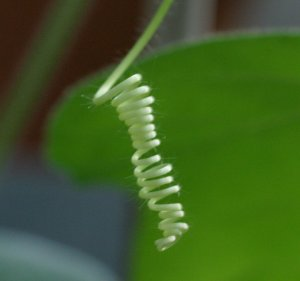
捲鬚
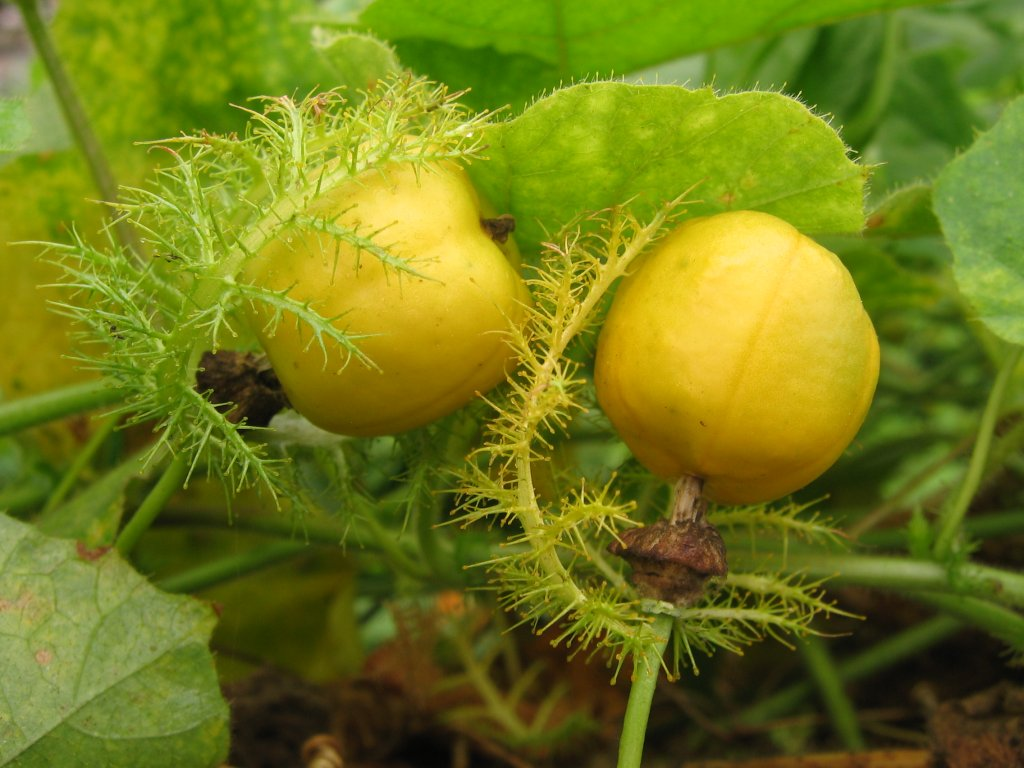
果實
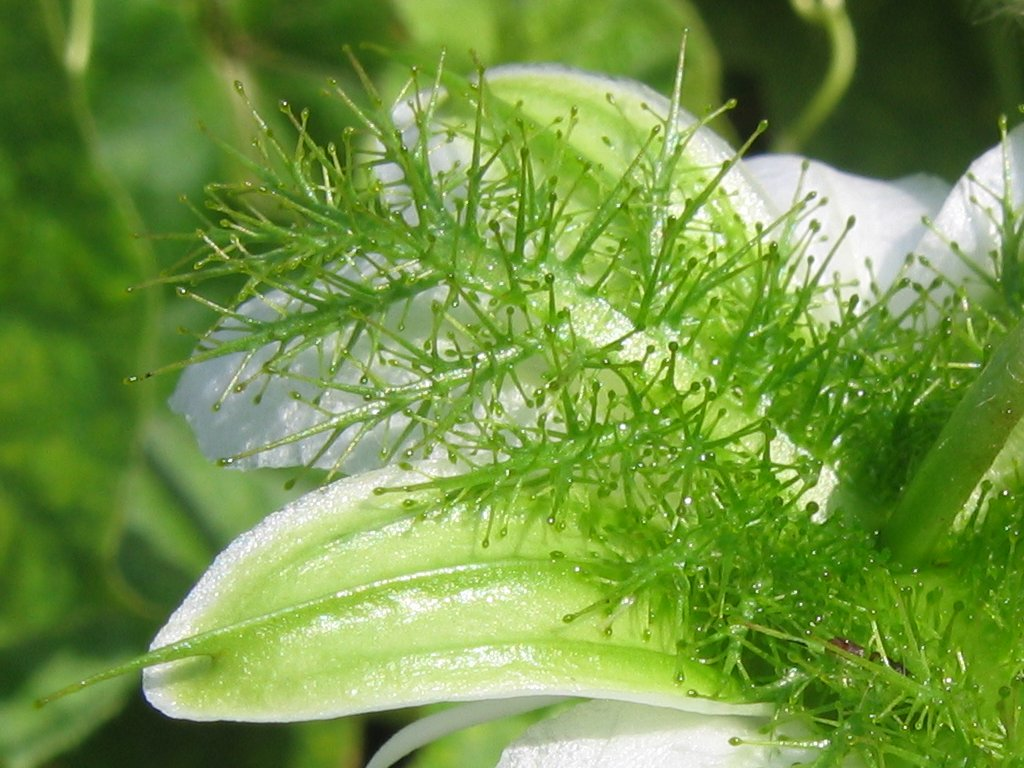
苞片
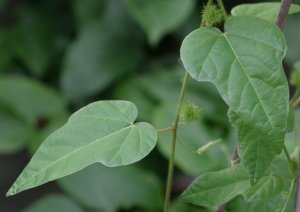
葉片
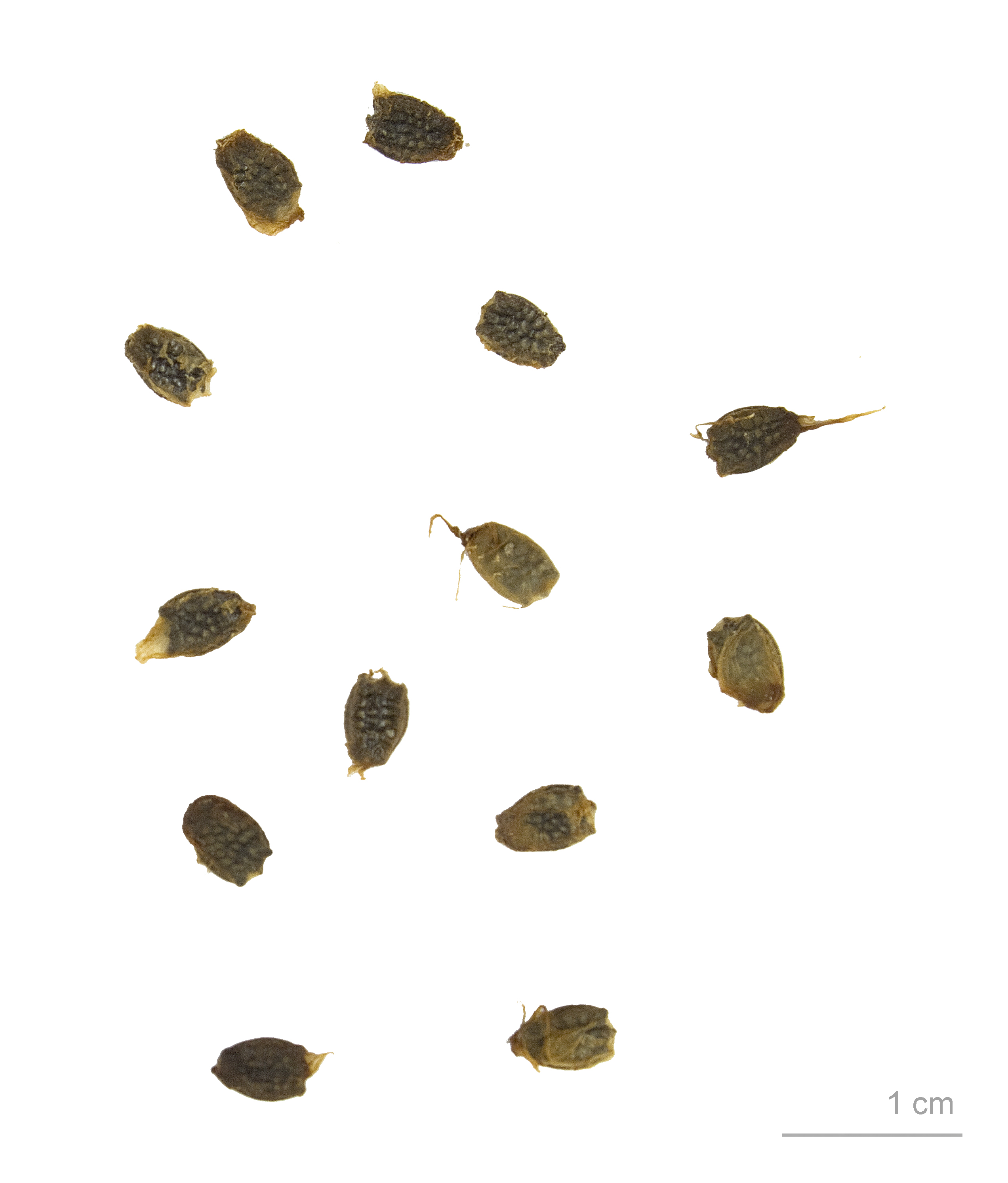
Passiflora foetida - Museum specimen